# ドミンゴ・ブランコ
ドミンゴ・ブランコ（1995年4月22日 - ）はアルゼンチンのサッカー選手。ポジションはMF。SKドニプロ-1所属。

## 経歴
2014年にプリメーラ・ディビシオンのクルブ・オリンポでプロキャリアを始めるも、2015年2月9日にCAインデペンディエンテに期限付き移籍し、2017年3月に同クラブに完全移籍した。
2018年7月5日、デフェンサ・イ・フスティシアに期限付き移籍した。

### 代表歴
2019年3月7日、アルゼンチン代表に初召集され、3月22日のベネズエラ代表戦で出場を果たした。